# عامل حرج

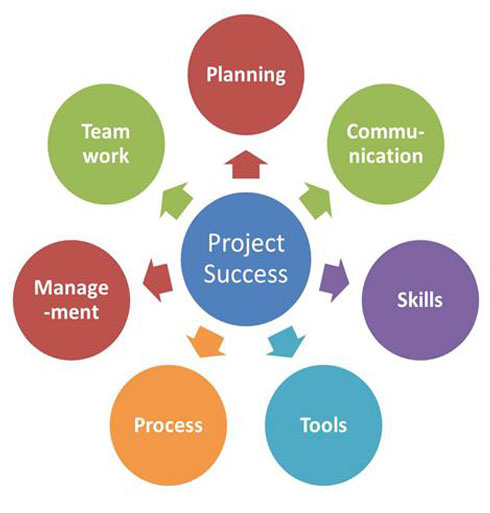

العوامل الحرجة هي العوامل التي تُحدد من قِبَل الإدارة العليا لكل مؤسسة، والتي يعتمد عليها نجاح أو فشل المؤسسة في أدائها لأعمالها، وتختلف هذه العوامل من مؤسسة لأخرى، حسب نشاطها، وحجمها، وطريقة أدائها لعملها، وغيرها من المتغيرات.

## أهمية تحديد العوامل الحرجة
من الضروري جداً أن تقوم الإدارات بتحديد عوامل النجاح الحرجة لكل مؤسسة، وذلك من أجل تجنب مخاطر ما قد يُفشل العمل، ومن أجل استغلال الفرص التي قد تُنجح العمل.
و من بعد تحديد العوامل الحرجة، يجب على المؤسسة أن تقوم بتحديد مؤشرات الأداء التي تؤثر في مدى تأثير العوامل الحرجة، وتحديد الأكثر أهمية وتأثيراً، وذلك من أهم المؤثرات التي يجب أن تأخذها المؤسسات بأهمية بالغة.
طريقه تحليل عوامل النجاح الحرجة
1. معرفة اهداف المؤسسة ورسالتها.
2. تحديد عوامل النجاح الحرجة، وهي تلك المجالات التي بنجاحها يتحقق نجاح المؤسسة من خلال افراد الإدارة العليا.
3. تحديد أي من المؤشرات السابقة أكثر اهمية، ومن ثم التأكد من أن خطة نظم المعلومات المتعلقة بهذه المؤاشرات واستخدامها.
4. تحديد مؤشرات النجاح الأداء لكل عامل من عوامل النجاح الحرجة. فعلى سبيل المثال، إذا كانت العلاقة مع الزبائن هي إحدى العوامل الحرجة لمؤسسة ما. فانه يمكن أن تكون مؤشرات الأداء لهذا العمل: عدد الزبائن الذين خسرتهم المؤسسة، أو عدد الزبائن الجدد، أو نسبة الطلبيات التي تم تأكيدها إلى عروض الأسعار، وغيرها.